# Verwaltungsgemeinschaft Werratal
Die Verwaltungsgemeinschaft Werratal lag im thüringischen Landkreis Schmalkalden-Meiningen. In ihr hatten sich drei Gemeinden zur Erledigung ihrer Verwaltungsgeschäfte zusammengeschlossen. Verwaltungssitz war die Gemeinde Breitungen/Werra.

## Die Gemeinden
- Breitungen/Werra
- Fambach
- Heßles

## Geschichte
Die Verwaltungsgemeinschaft wurde am 27. März 1993 gegründet. Die Auflösung erfolgte am 31. Juli 1996. Dabei wurde die Gemeinde Breitungen/Werra die erfüllende Gemeinde für Fambach und Heßles sowie für die Mitgliedsgemeinden der gleichzeitig aufgelösten Verwaltungsgemeinschaft Vorderrhön.